# Centre pénitentiaire de Lannemezan

Le centre pénitentiaire de Lannemezan est un centre pénitentiaire français situé sur la commune de Lannemezan dans le département des Hautes-Pyrénées et la région Occitanie. Il comprend deux quartiers : un quartier Maison centrale et un quartier Centre de détention.

## Histoire
Le centre pénitentiaire de Lannemezan a été mis en service le 1er octobre 1987.

## Détenus notables
- Jean-Marc Rouillan, militant d'Action directe,
- Georges Ibrahim Abdallah, chef présumé des FARL.
- Patrice Alègre, tueur en série français.
- Rachid Ramda, Groupe islamique armé (GIA)
- Youssouf Fofana, Chef du gang des barbares